# Carquebut

Carquebut este o comună în departamentul Manche, Franța. În 1 ianuarie 2018 avea o populație de 297 de locuitori.